# نقض حقوق وکیلان، حقوق‌دانان و فعالان حقوق بشر در جمهوری اسلامی ایران
حقوق شماری از وکیلان، حقوق‌دانان و نیز فعالان (مدافعان) حقوق بشر توسط نظام جمهوری اسلامی ایران نقض شده‌است که از سوی برخی از رسانه‌های خبری و سازمان‌های پشتیبان حقوق بشر، گزارش شده‌است و در این مقاله، بخش‌هایی از آن گزارش‌ها آمده‌است.

## اعدام و ترور

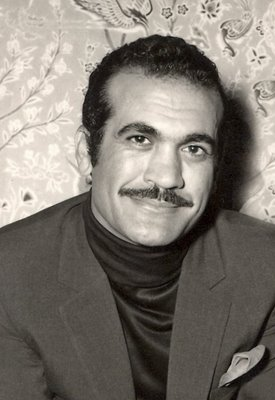
فریدون فرخزاد

1. فریدون فرخزاد؛ دانش‌آموخته حقوق سیاسی، شومن، شاعر، ترانه‌سرا، خواننده، آهنگساز، بازیگر، تهیه‌کننده، کارگردان و مجری تلویزیونی و رادیویی و نیز فعال سیاسی بود که در جریان قتل‌های زنجیره‌ای[۱] و به دست برخی از عوامل حکومت جمهوری اسلامی در آلمان سلاخی شد.[۲]
2. شاپور بختیار؛ دبیرکل پیشین حزب ایران، عضو سابق جبهه ملی ایران، بنیان‌گذار نهضت مقاومت ملی ایران و آخرین نخست‌وزیر ایران در دوره پهلوی که در جریان قتل‌های زنجیره‌ای به دست برخی عوامل امنیتی حکومت جمهوری اسلامی[۳] و در دومین ترور، به همراه سروش کتیبه کشته شد.
3. داریوش فروهر؛ وکیل، دانش‌آموخته علوم سیاسی، از رهبران پیشین جبهه ملی ایران، دبیرکل سابق حزب ملت ایران و وزیر کار دولت مهدی بازرگان بود که به همراه همسرش پروانه اسکندری در جریان قتل‌های زنجیره‌ای به دست برخی از عوامل امنیتی نظام جمهوری اسلامی ایران سلاخی شد.
4. کاظم رجوی؛ دانش‌آموخته رشته حقوق، عضو هیئت علمی انستیتوی عالی حقوق بین‌الملل دانشگاه ژنو. وی نیز در جریان قتل‌های زنجیره‌ای برون‌مرزی به دست برخی از عوامل امنیتی حکومت جمهوری اسلامی ترور و کشته شد.[۴][۵]

## احضار، بازداشت، شکنجه و زندان

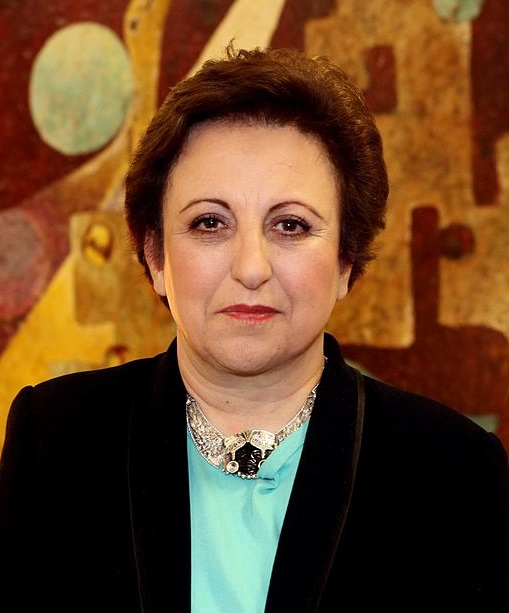
شیرین عبادی

«عکس‌های پزشکی قانونی زنجان، نشان می‌دهد که تن من از شانه و سینه تا بازو و ران پا چگونه توسط مردان [زندانبان] دریده شده بود…. من بارها و بارها، چه در سلول‌های انفرادی و چه در بند عمومی زندان اوین، حتی در بند عادی زنان زندان زنجان، روایت‌هایی از تعرض‌های [جنسی] مردان حکومت جمهوری اسلامی ایران نسبت به زنان را شاهد بوده‌ام و شنیده‌ام». نرگس محمدی

### مردان
1. عبدالفتاح سلطانی؛ یکی از پایه‌گذاران کانون مدافعان حقوق بشر و نیز وکیل مدافع پرونده برخی از دانشجویان، روزنامه‌نگاران و فعالان سیاسی که به ۷ سال زندان محکوم شد. همچنین او در اسفند ۱۳۹۰ نیز به ۱۸ سال حبس در تبعید و ۲۰ سال محرومیت از وکالت محکوم شد که حبسش بعدها به ۱۰ سال کاهش یافت. سلطانی به دلیل شجاعت و پایداری در دفاع از حقوق زندانیان، جوایز گوناگونی دریافت کرده‌است.[۷]
2. محمد سیف‌زاده؛ وکیل و فعال حقوق بشر، در آبان ۱۳۸۹ به به دلیل شرکت در تأسیس کانون مدافعان حقوق بشر ایران به ۹ سال زندان و ۱۰ سال محرومیت از وکالت محکوم شد.[۸]
3. امیرسالار داودی؛ وکیل و فعال حقوق بشر که وکالت برخی از متهمان سیاسی و عقیدتی، از جمله، زینب جلالیان و نیز زندانیان بهائی را بر عهده گرفت. او در ۲۹ آبان ۹۷ و پس از تفتیش دفتر کار و خانه‌اش دستگیر شد و به حکم دادگاه انقلاب تهران به ۳۰ سال حبس تعزیزی، ۱۱۱ ضربه شلاق، ۶ میلیون تومان جریمه نقدی و دو سال محرومیت از همه حقوق اجتماعی محکوم شد.[۹]
4. محمد نجفی؛ وکیل و فعال حقوق بشر[۱۰] که بارها با اتهامات گوناگون، احضار شده و روی هم رفته، به اتهام‌هایی همچون: توهین به رهبری و تبلیغ علیه نظام…، به ۱۹ سال زندان محکوم شده‌است.[۱۱]
5. پیام درفشان؛ وکیل مدافع برخی از زندانیان عقیدتی و سیاسی که در بهمن ۱۳۹۸ به اتهام اهانت به مقام رهبری، از سوی دادگاه انقلاب اسلامی کرج به دو سال زندان و محرومیت از حرفه وکالت محکوم شد. او در تیر ۱۳۹۹ نیز به اتهام فعالیت تبلیغی علیه نظام و نشر اکاذیب، به یک سال حبس تعلیقی محکوم شد.[۱۲]
6. قاسم شعله سعدی؛ وکیلی که به همراه آرش کیخسروی در شهریور ۱۳۹۷ بازداشت شد.[۱۳]
7. آرش کیخسروی؛ وکیلی که در شهریور ۱۳۹۷ بازداشت شد.[۱۴][۱۵][۱۶][۱۷]
8. محمد نوری‌زاد؛ فعال حقوق بشری که مانند پسرش علی نوری‌زاد به چند سال زندان محکوم شد.
9. نجمه واحدی؛ در شهریور ۱۳۹۷ بازداشت شد.[۱۸]
10. مصطفی دانشجو؛ وکیل و از فعالان حقوق صوفیان نعمت‌اللهی سلطان‌علی‌شاهی که در ۱۷ تیر ۱۳۹۷ با هجوم مأموران مسلح به خانه‌اش دستگیر شد. به حکم دادگاه انقلاب و به اتهام تبانی علیه امنیت ملی و تبلیغ علیه نظام، به ۸ سال زندان محکوم شد. همچنین، پروانه وکالتش به دلیل دفاع از درویشان نعمت‌اللهی گنابادی لغو شد.[۱۹]
11. محمدعلی دادخواه؛ وکیل پایه یک دادگستری، زندانی سیاسی،[۲۰] فعال حقوق بشر و نیز یکی از اعضای بلندپایه کانون مدافعان حقوق بشر است. وی در ۱۷ تیر ۱۳۸۸ به همراه ملیحه دادخواه، سارا صباغیان، بهاره دولو و امیر رئیسیان در دفتر کارش توسط پلیس امنیت بازداشت شده و دفترش نیز پلمپ شد.[۲۱] او در تیر ۱۳۹۰ به ۹ سال حبس محکوم شد. دادخواه دربارهٔ این حکمش گفت: «بر اساس این حکم من به ده سال ممنوعیت از وکالت در دادگستری، هشت سال زندان به علت براندازی نرم و سخنگویی کانون مدافعان حقوق بشر، یک سال زندان به علت فعالیت تبلیغی علیه نظام و جمهوری اسلامی و همچنین به شلاق و چند فقره جزای نقدی محکوم شده‌ام».[۲۲][۲۳]
12. محمد شریف؛ عضو هیئت علمی دانشکده حقوق و علوم سیاسی دانشگاه علامه طباطبایی، وکیل و زندانی سیاسی است[۲۴] که به دلیل پذیرفتن وکالت متهمان سیاسی از دانشگاه علامه طباطبائی اخراج شد.[۲۵][۲۶]
13. مصطفی نیلی؛ وکیل و از دادخواهان سلامت و نیز خواهان شکایت از سید علی خامنه‌ای به دلیل مدیریت نادرست در دوره همه‌گیری ویروس کرونا به همراه دو تن دیگر بازداشت شد.[۲۷][۲۸][۲۹]
14. محمد اولیایی‌فرد؛ وکیل دادگستری، عضو کانون وکلای تهران، عضو اتحادیه بین‌المللی وکلا و نیز وکیل شمار چشمگیری از فعالان سیاسی، مدنی، دانشجویی و کارگری و اقلیت‌های قومی و مذهبی و نوجوانان محکوم به اعدام… که در دادگاه انقلاب تهران به زندان محکوم شد.[۳۰][۳۱][۳۲]
15. حسین رونقی ملکی؛ فعال حقوق بشر و روزنامه‌نگار[۳۳] و نخستین قربانی طرح صیانت بود که توسط حکومت جمهوری اسلامی ربوده شد.[۳۴]
16. قاسم بعدی بناب وکیل دادگستری و عضو کانون وکلای آذربایجان شرقی، استاد دانشگاه و از فعالان حقوق بشر، از نخستین وکلای بازداشتی در انقلاب زن، زندگی، آزادی که به دلیل اعتراض به برخورد حکومت و همچنین اعلام قبول وکالت بازداشت شدگان، در تاریخ ۲۳ مهر ۱۴۰۱ بازداشت و به زندان تبریز منتقل شد.[۳۴]

### بانوان
1. شیرین عبادی؛ حقوق‌دان، قاضی در دوره پهلوی، استاد دانشگاه، نویسنده، برنده جایزه صلح نوبل و نیز یکی از بنیان‌گذاران کانون مدافعان حقوق بشر و انجمن حمایت از حقوق کودکان است.
2. نسرین ستوده؛ حقوق‌دانی که به اتهاماتی همچون: تبانی علیه امنیت ملی، فعالیت تبلیغی علیه نظام و نیز ضدیت با مجازات اعدام، به ۳۳ سال زندان و ۱۴۸ ضربه شلاق محکوم شده‌است. انجمن قضات آلمان-که جایزه حقوق بشر سال ۲۰۲۰ را به این وکیل داد-اعلام کرد: «ستوده به دلیل تعهد شجاعانه و خستگی‌ناپذیرش به حقوق بشر و حاکمیت قانون، به یک سمبل مدافع حقوق مدنی ایران تبدیل شده‌است».[۳۵]
3. نرگس محمدی؛ نایب رئیس و سخنگوی کانون مدافعان حقوق بشر که در سال ۲۰۰۹ برنده جایزه بین‌المللی بنیاد الکساندر لانگر شد. همسرش تقی رحمانی نیز از فعالان و زندانیان سیاسی است. او بارها بازداشت شده و در یک پرونده به ۱۶ سال حبس[۳۶] و نیز در پرونده‌ای دیگر به ۳۰ ماه و ده‌ها ضربه شلاق محکوم شده‌است.[۳۷][۳۸]
4. سهیلا حجاب بیدسرخی؛ وکیل و کنشگر سیاسی که به ۱۸ سال حبس، محکوم شده‌است. وی از سال ۱۳۹۷ به این سو، به دلیل انتقاد و کنشگری سیاسی و مدنی بر ضد حکومت جمهوری اسلامی، چندین بار بازداشت و زندانی شده‌است.[۳۹][۴۰][۴۱][۴۲][۴۳][۴۴][۴۵][۴۶][۴۷][۴۸][۴۹]
5. زینب طاهری؛ وکیل محمد ثلاث که یک روز پس از اعدام موکلش بازداشت شد. او اعلام کرده بود که اسنادی دال بر بی‌گناهی موکلش در اختیار دارد و آن‌ها را افشا خواهد کرد.[۵۰]
6. هدی عمید؛ وکیل و فعال حقوق زنان که در شهریور ۱۳۹۷ در خانه‌اش بازداشت شده و دو ماه زندانی شد.[۵۱]
7. رضوانه محمدی؛ فعال برابری جنسیتی که هم‌زمان با هدی عمید و نجمه واحدی در سال ۱۳۹۷ بازداشت شد.[۵۲]
8. ژینوس سبحانی؛ منشی پیشین کانون مدافعان حقوق بشر که در سال ۱۳۶۷ به همراه آرتین غضنفری، بازداشت و زندانی شد.[۵۳]
9. گیتی پورفاضل؛ وکیل، از امضاکنندگان بیانیه درخواست استعفای خامنه‌ای در مرداد ۱۳۹۸ است. وی پس از انتشار بیانیه، بازداشت شد به زندان اوین منتقل شد. دادگاه انقلاب اسلامی، او را به ۴ سال و ۲ ماه حبس محکوم کرد.[۵۴]
10. داریوش فروهر؛ وکیلی که به همراه همسرش پروانه اسکندری در پروژه قتل‌های زنجیره‌ای سلاخی شد.

#### خیزش ۱۴۰۱
تا تاریخ ۱۷ آبان ۱۴۰۱، دست‌کم ۱۵ وکیل در جریان خیزش ۱۴۰۱ ایران بازداشت شدند.

## مزاحمت و ممنوعیت فرهنگی، سیاسی، اجتماعی و اقتصادی
1. پرستو فروهر؛ فرزند داریوش فروهر و پروانه اسکندری که هر دو در جریان قتل‌های زنجیره‌ای کشته شدند.[۵۶]

## فعالیت‌ها و اعتراضات
- کانون مدافعان حقوق بشر[۵۷][۵۸][۵۹] و نیز ارگان خبری مجموعه فعلان حقوق بشر در ایران («هرانا»)[۶۰] دربارهٔ وضعیت حقوق بشر در ایران گزارش سالانه منتشر می‌کند.
- در مرداد ۱۴۰۰، کانون مدافعان حقوق بشر در بیانه‌ای به حضور معاون سیاست خارجی اتحادیه اروپا در مراسم تحلیف (سوگند خوردن) سید ابراهیم رئیسی برای ریاست جمهوری در مجلس شورای اسلامی اعتراض کرد؛ زیرا رئیسی را بی‌شک یکی از ناقضان جدی حقوق بشر در حکومت جمهوری اسلامی و دخیل در قتل‌عام سال ۱۳۶۷ است و نیز از راه انتخابات غیرسالم و نامنصفانه و مهندسی‌شده به این سمَت دست یافته‌است.[۶۱]
- کانون مدافعان حقوق بشر ایران در نامه‌ای به پارلمان اروپا یادآور شد که در آستانه مذاکره اروپا با حکومت جمهوری اسلامی، از خواست و اراده مردم ایران پشتیبانی کند.[۶۲]
- کانون مدافعان حقوق بشر به حبس و شکنجه نرگس محمدی (فعال حقوق بشر)-که عضو شورای عالی نظارت کانون مدافعان حقوق بشر است-اعتراض کرد.[۶۳]
- در خرداد ۱۴۰۰ «کانون مدافعان حقوق بشر» در بیانیه‌ای سرکوب کارگران ایران را محکوم کرده و خواستار آزادی فوری بازداشت‌شدگان شد.[۶۴]
- در سال ۱۳۹۹، کانون مدافعان حقوق بشر در بیانیه‌ای خواستار رسیدگی فوری کمیساریای حقوق بشر سازمان ملل به کشتار مردم سراوان توسط حکومت جمهوری اسلامی شد.[۶۵]
- در ادامه فعالیت‌های کمپین «توقف سلول انفرادی»، گروه از فعالان مدنی و سیاسی و حقوق بشر بر ضد آمران و عاملان نگهداری زندانیان در سلول انفرادی شکایت کردند.[۶۶]
- ۲۳ سازمان حقوق بشری و اعضای جامعه مدنی در اعتراض به تداوم بازداشت دو وکیل دادگستری به نام‌های مصطفی نیلی، آرش کیخسروی و یک فعال مدنی مهدی محمودیان و نیز بازداشت‌های خودسرانه شهروندان در ایران، بیانه‌ای اعتراضی صادر کردند.[۶۷]
- شماری از سازمان‌های حقوق بشری در بیانیه‌ای مشترک، خواستار جلوگیری از برداشته شدن تحریم‌های مربوط به نقض حقوق بشر در مذاکرات هسته‌ای با نظام جمهوری اسلامی ایران شدند.[۶۸]

## ارگان‌ها
- کانون مدافعان حقوق بشر؛[۶۹]
- کمپین حقوق بشر در ایران؛
- ارگان خبری مجموعه فعلان حقوق بشر در ایران («هرانا»)؛[۷۰]
- بنیاد عبدالرحمن برومند (برای حقوق بشر در ایران).[۷۱]

## وکیلان، حقوق‌دانان و فعالان حقوق بشر مخالف جمهوری اسلامی
فهرست نام‌های برخی از وکیلان و فعالان حقوق بشر مخالف با حکومت جمهوری اسلامی (به ترتیب حروف الفبا):
1. پیام اخوان؛
2. محمد اولیایی‌فرد؛
3. گیتی پورفاضل؛
4. سهیلا حجاب بیدسرخی؛
5. محمدعلی دادخواه؛
6. امیرسالار داودی؛
7. ژینوس سبحانی؛
8. نسرین ستوده؛
9. عبدالفتاح سلطانی؛
10. محمد سیف‌زاده؛
11. محمد شریف؛
12. قاسم شعله‌سعدی؛
13. شیرین عبادی؛
14. پرستو فروهر؛
15. داریوش فروهر (پدر پرستو فروهر)؛
16. آرش کیخسروی؛
17. عبدالکریم لاهیجی؛
18. نرگس محمدی؛
19. محمد نجفی؛
20. محمد نوری‌زاد؛
21. مصطفی نیلی.